# Fata Morgana (pel·lícula de 1971)
Fata Morgana és un documental alemany dirigit per Werner Herzog, estrenat el 1971. Ha estat doblada al català.

## Argument
La pel·lícula fa arribar les impressions documentals, algunes són escenificacions, sense intentar desenvolupar un relat clàssic. La pel·lícula es reparteix en tres parts: Diè Schöpfung  (La creació), Das Paradies  (El paradís) i Das goldene Zeitalter  (L'edat d'or).

## Repartiment
- Lotte Eisner: narradora